# Lupinus austrorientalis
Lupinus austrorientalis là một loài thực vật có hoa trong họ Đậu. Loài này được C.P. Sm. miêu tả khoa học đầu tiên năm 1940.